# 比恰利
50°52′44″N 26°7′16″E / 50.87889°N 26.12111°E
比恰利（烏克蘭語：Бичаль），是烏克蘭西部里夫內州的村落，隸屬里夫內區代拉日內市鎮，始建於1939年，面積1.85平方公里，海拔高度170米，2001年人口761，人口密度每平方公里411.4人。